# Жан-Поль Руа
Жан-Поль Руа (фр. Jean-Paul Roy, народився 14 жовтня 1964 року у місті Сівре (Шер)) французький музикант, гітарист та басист. Колишній учасник гурту Noir Désir, в якому він грав з 1996 по 2010 рік.
На початку 90-х багато працював з Noir Désir, як гітарний технік. Коли Фредерік Відален вирішив залишити гурт у 1996 році, Жан-Поль був обраний як його послідовник, через те що він був знайомий з репертуаром колективу, а також вмів грати, як на гітарі так і на басу.
Разом з іншим членом гурту — Денісом Бартом — був організатором рок-фестивалю Les Rendez-vous de Terres Neuves.